# Masai Mara

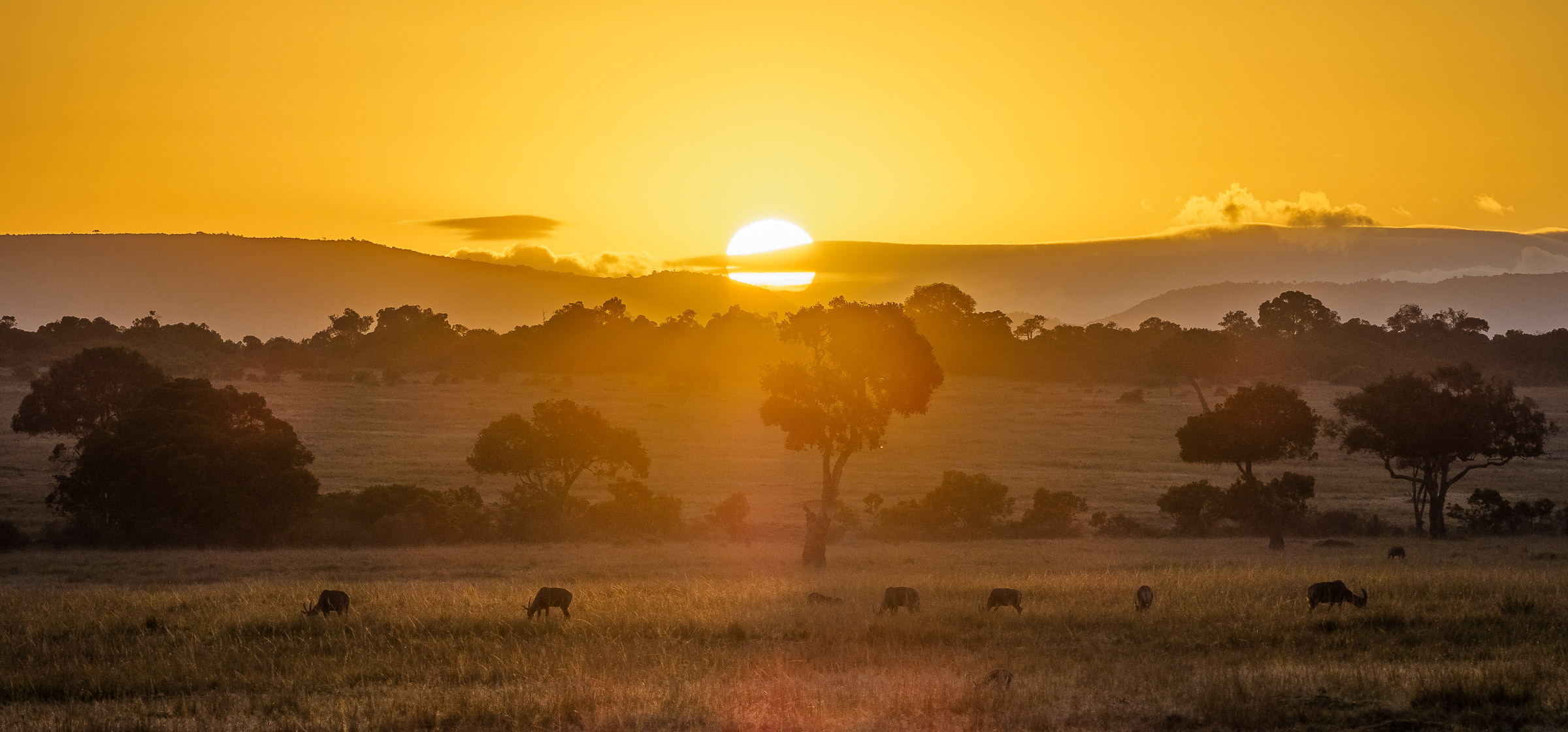
Cenário típico "manchado" de Maasai Mara.

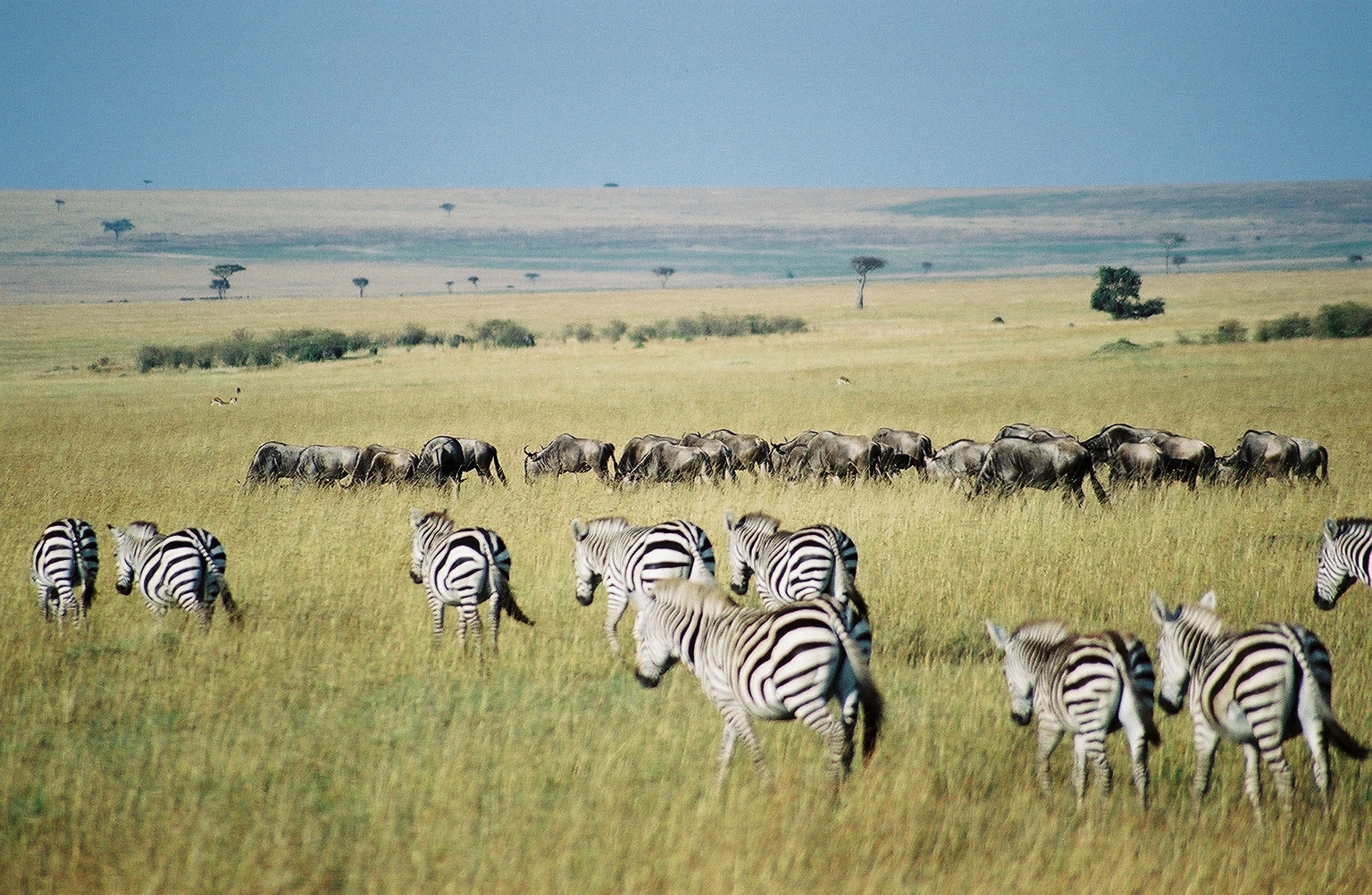
Zebras, gnus e cabras-de-leque em Masai Mara

Com uma área de 1 510 km², o parque Masai Mara não é o maior do Quênia, mas provavelmente é o mais famoso. A área total do parque está situada no enorme Vale do Rift que vai desde o Mar Mediterrâneo até à África do Sul. O terreno da reserva é principalmente coberto por pastagens, com bosques de acácias na região sudeste. Na fronteira ocidental encontram-se as escarpas Esoit Oloololo do vale, e a vida selvagem tende a ser mais concentrada nesta área, já que o terreno pantanoso oferece abundância de água e a interferência causada pelo turismo é mínima. A fronteira mais oriental fica a 224 km de Nairóbi. Sendo assim, a região oriental é a mais visitada por turistas.

## Vida selvagem nos campos de caça de Masai Mara
As planícies de Masai Mara são mais famosas por seus leões. Todos os outros membros dos "cinco grandes" (leão, leopardo, elefante, búfalo e rinoceronte) são encontrados nestes campos, embora a população de rinocerontes-negros esteja seriamente ameaçada, com uma população estimada de somente 23 animais em 1999. Hipopótamos e crocodilos-do-nilo são encontrados em grandes grupos nos rios Mara e Talek. A chita também pode ser encontrada, embora seu número também esteja ameaçado, sobretudo devido a interferência do turismo em seu período diário de caça. As planícies entre o rio Mara e as escarpas Esoit Oloololo são provavelmente a melhor área para se observar a vida selvagem, particularmente com respeito ao leão e a chita. 
Como no Serengeti, os gnus são os habitantes dominantes dos campos de Masai Mara e seu número está estimado em milhões. Em julho de cada ano, estes animais desengonçados migram para o vasto norte das planícies do Serengeti, buscando pasto fresco e voltando ao sul em outubro. A grande migração é um dos eventos naturais mais impressionantes, envolvendo uma imensidão de herbívoros: algo em torno de 1,3 milhão de gnus, 500 mil gazelas-de-thomson e 200 mil zebras. Estes numerosos migrantes são seguidos ao longo de sua rota circular anual por um bloco de predadores famintos, principalmente leões e hienas.
Outros antílopes numerosos podem ser encontrados no parque, incluindo gazelas-de-grant, impalas, topis e búbalus. Grandes manadas de zebras também são encontradas por toda a reserva. As planícies são também o lar da girafa-masai. A palanca e o otócion, de hábitos noturnos, raramente vistos no Quênia, podem ser vistos dentro dos limites deste parque. Esta reserva é o maior centro de pesquisas sobre a hiena-malhada. Adicionalmente, mais de 470 espécies de pássaros foram identificados no parque, entre eles: abutres, marabus, secretários, calaus, grous-coroados, avestruzes, águias-de-crista-longa, falcões-pigmeus e o rolieiro-de-peito-lilás.